# Urszula Promińska
Urszula Promińska (ur. 1951 w Pabianicach) – polski prawnik, pracownik naukowo-dydaktyczny Uniwersytetu Łódzkiego (UŁ).

## Życiorys
Po ukończeniu nauki w Szkole Podstawowej nr 14 im. Stanisława Staszica w Pabianicach i uzyskaniu świadectwa dojrzałości w I Liceum Ogólnokształcącym im. Jędrzeja Śniadeckiego w Pabianicach w 1969, w tym samym roku rozpoczęła studia na Wydziale prawa UŁ, które ukończyła w 1974 z tytułem magistra prawa. Zawodową karierę (od asystenta w 1974, adiunkta od 1983 po obronie pracy doktorskiej do profesora w 2015 po uzyskaniu stopnia doktora habilitowanego w 1995) związała z tą uczelnią, z Katedrą Prawa Handlowego, Ubezpieczeń i Własności Przemysłowej, w której kierowała Zakładem Prawa Własności Przemysłowej.
Na dorobek naukowy prof. Promińskiej składa się niemal 200 pozycji, obejmujących oryginalne prace naukowe, publikacje popularnonaukowe, artykuły przeglądowe, monografie, ekspertyzy i inne, dotyczące zwłaszcza prawa cywilnego i handlowego ze szczególnym uwzględnieniem prawa spółek osobowych; prawa na dobrach niematerialnych, w tym zwłaszcza dobra własności przemysłowej (znaki towarowe, oznaczenia przedsiębiorstwa, firma); prawo zobowiązań, zwłaszcza problematyka umów nienazwanych; problematyka zwalczania nieuczciwej konkurencji. Jednocześnie jest promotorem trzech doktoratów, recenzentem w kilkunastu postępowaniach doktorskich i habilitacyjnych oraz w jednym postępowaniu o nadanie tytułu profesora.
W dniu 13 grudnia 2024 obchodziła jubileusz 50-lecia pracy naukowej, który połączony były z konferencją naukową poświęconą jubilatce.